# Aleksander Karoli

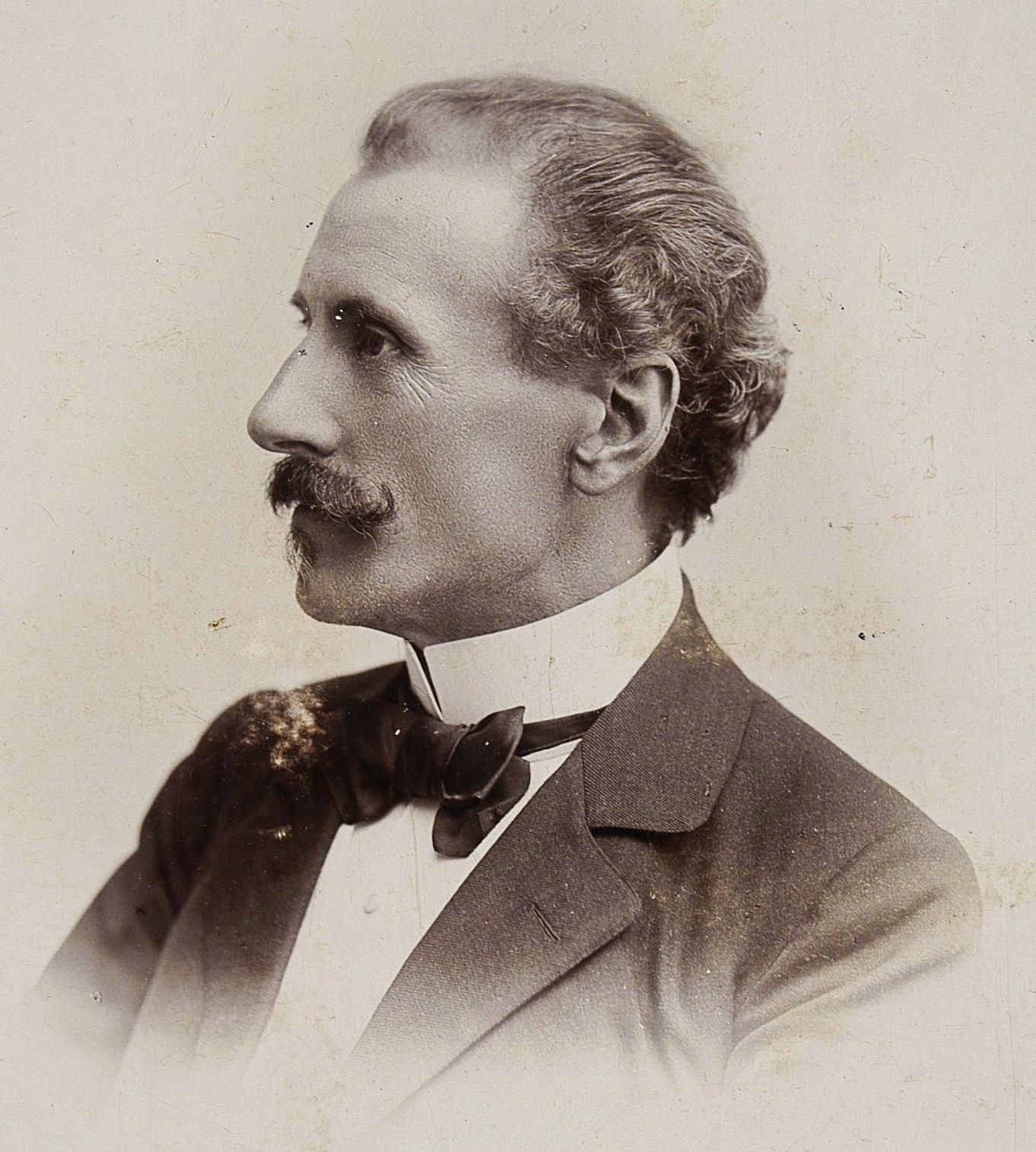
Portret Józefa Holewińskiego

Aleksander Karoli (ur. 1828 lub 1838 w Sokołowie pod Siedlcami, zm. 1901 lub 1915) – polski fotograf, wynalazca, konstruktor i popularyzator fotografii oraz twórca literatury fotograficznej doby XIX wieku, syn aptekarza i fotografa Jana Edwarda Karoliego, ojciec fotografa, pisarza i poety Władysława Karoliego. 
Ukończył Gimnazjum w Warszawie. Był pracownikiem Warsztatów Żeglugi Parowej, a następnie Mennicy Warszawskiej. 
Fotografią interesował się od wczesnej młodości, ucząc się zawodu u Karola Beyera. Pierwsze zdjęcia wykonał własnoręcznie skonstruowanym aparatem w 1853 r. Zawodem fotografa zaczął parać się w 1862 r., w firmie ojca Jana Edwarda Karoliego prowadzącego spółkę fotograficzną Elsner-Karoli. Następnie prowadził własny zakład przy ul. Długiej 4 w Warszawie. Jednocześnie pracował w Teatrze Wielkim i Teatrze Rozmaitości. W 1874 r. opracował sposób oświetlania elektrycznego na scenach. Był pionierem wykorzystania płyt bromokolodionowych oraz powiększeń na papierze bromosrebrowym, które stosował jako jeden z pierwszych w Polsce. Był twórcą pierwszego zakładu materiałów fotograficznych w Warszawie. 
Od 1882 do 1892 r. prowadził wspólne atelier z warszawskim fotografem i litografem Maurycym Puschem pod nazwą Karoli i Pusch – Fotografia Teatrów Rządowych przy ul. Miodowej 4. Następnie prowadził przez rok wspólne atelier z Edwardem Toczewskim, a od roku 1894 samodzielnie. 
Był autorem Podręcznika dla fotografów i amatorów fotografii wydanego w 1893 r. w Krakowie nakładem fundacji Walerego Rzewuskiego i nagrodzonego I nagrodą tejże fundacji, a także autorem licznych artykułów z zakresu fotografii. 
Skonstruował reporterski, migawkowy aparat fotograficzny na płyty 9 × 12 cm, prawdopodobnie wzorowany na tzw. fotorewolwerze Konrada Brandela.